# AV '40
AV '40 is een atletiekvereniging uit Delft. De vereniging is aangesloten bij de Atletiekunie.

## AV '40 internationals en Nederlandse atletiekkampioenen
- Rik Bisschop - Ned. kampioen korte cross: 1995
- Cees de Elzen - Ned. kampioen 20 km snelwandelen: 1964
- Tinie Geelhoed - Ned. kampioene vijfkamp: 1949
- Riet Kruiswijk - Ned. kampioene 800 m: 1975, 1976
- Piet van der Kruk - Ned. kampioen kogelstoten: 1964, 1965, 1967, 1969
- Pieter van der Kruk - Ned. kampioen discuswerpen: 1997
- Eddy Monsels - Ned. kampioen 100 m: 1968
- Ria Stalman - Ol. kampioene discuswerpen: 1984, Ned. kampioene discuswerpen: 1973 t/m 1977, 1979 t/m 1983; kogelstoten: 1976, 1977, 1981 t/m 1983

## Overige bekende oud-atleten
- Joan van den Akker - deelneemster aan de 4 x 100 m estafette op de Olympische Spelen van Athene in 2004.
- Yvonne de Vreede - Ned. recordhoudster hink-stap-springen: 1997-2009